# 福建省泉州市第七中学
福建省泉州市第七中学，简称泉州七中，旧称私立晦鸣中学，创立于1931年，并于1956年改私立为公办，易名泉州市第七中学并沿用至今。学校分三个校区，其中金山校区仅有初中部，城南校区仅有高中部，而江南校区则兼有初、高中两部。

## 沿革

### 创立之初
泉州七中前身为私立晦鸣中学，由蔡鼎常、蔡光华、陈佩玉等人创立，初期于今城南校区附近的天后宫内办学。抗日战争时期，一度迁往南安英都。1948年设高中部。1956年改私为公，易名泉州市第七中学。

### 现状
学校以天后校区为总校区。1995年与民办学校泉州现代中学合作，泉州现代中学改名为泉州七中分校并作为泉州七中初中校区，2005年后两校分离，原泉州七中分校重新更名为泉州现代中学，此后一段时间内，泉州七中无初中校。2010年秋季起，泉州七中与泉州四中合并，泉州四中成为泉州七中金山校区，作为初中校使用，泉州七中正式复办初中。
2011年，泉州七中江南校区奠基，2017年全面开工建设。2020年中考中招首次以“泉州市第七中学江南校区”名义招收高一年新生，但该批新生暂于城南校区就读。2021年5月，江南校区正式启用，并计划于9月份招收初一、高一年新生，2020级江南校区学生（此时正读高二）也由此从城南校区迁至江南校区就读。

## 标志

### 校名
泉州七中原名“晦鸣中学”取自《诗经》中“风雨如晦，鸡鸣不已”二句，最初由于右任先生题写。虽学校早已于1956年改为现名，但在制作校庆公告时仍常署名“泉州七中（晦鸣）”。

### 校徽
晦鸣中学校徽最初由丰子恺先生设计。原校徽呈倒三角状，三角中一只鸡屹立于地球之上，鸡尾鸡首处分别题有“晦鸣”二字。今日实际使用之校徽也沿用其设计理念。

## 荣誉
- 福建省一级达标中学
- 福建省示范高中建设学校
- 清华大学基地校
- 国家汉办汉语国际推广基地校
- “中国综合实力百强中学”称号
- “中国百强中学”称号